# Frank Rosolino
Frank Rosolino (Detroit, 20 augustus 1926 - Van Nuys (Californië), 26 november 1978) was een Amerikaanse jazztrombonist, bekend als solist bij het orkest van Stan Kenton.

## Biografie
Op 9-jarige leeftijd begon hij met gitaarles bij zijn vader en op 14-jarige leeftijd met trombone. Als jeugdige speelde hij in het subtiele Cass Tech Symphony Orchestra van zijn geboortestad (waar ook Donald Byrd was begonnen) en speelde na enige tijd als soldaat in een legerband tijdens de Tweede Wereldoorlog (in Duitsland en op de Filipijnen tot 1946) in de bigbands van Bob Chester, Glen Gray, Tony Pastor, Georgie Auld, Herbie Fields, Gene Krupa (waar hij ook te horen is met scatzang op Lemon Drop) en met een eigen band in Detroit. Hij speelde bop met onder andere Dizzy Gillespie en Charlie Parker en was zonder meer in staat om het deels hoge tempo van deze stijlrichting met zijn instrument bij te benen. Van 1952 tot 1954 speelde hij in de bigband van Stan Kenton, waarin hij bekend werd door zijn soli, zoals op het album New Concepts of Artistry in Rhythm. Ook in 1955 speelde hij met de studioband van Kenton.
Daarna verhuisde hij naar Los Angeles, werkte daar als studiomuzikant en speelde regelmatig van 1954 tot 1960 bij Howard Rumseys Lighthouse All Stars (zoals ook soms Shorty Rogers, Shelly Manne, Conte Candoli). Hij nam onder zijn eigen naam op voor Mode Records en werkte onder andere met Terry Gibbs (in diens Dream Band 1959/1960, 1962), Dexter Gordon, Zoot Sims, Sonny Stitt, Buddy Rich, Sarah Vaughan en Max Roach. Tijdens de jaren 1960 speelde hij onder andere in de tv-show van Steve Allen, waar hij ook een komische inbreng had. Tijdens de jaren 1970 speelde hij met de soul-blazersband Tower of Power, toerde hij met Supersax van Med Flory, speelde hij met Conte Candoli (wereldtournee 1973, 1975) en in de Japanse tournee van Quincy Jones. Hij was ook in 1974 op tournee met Benny Carter in de Verenigde Staten en toerde in Europa met onder andere Peter Herbolzheimers bigband. Hij nam ook met een Nederlands symfonieorkest een hem door de componist Jerry van Rooyen opgedragen nummer met de titel Violet op.

## Tragedie en overlijden
Zijn derde vrouw pleegde in 1972 zelfmoord en liet hem twee gezamenlijke kinderen achter. In 1978 schoot Rosolino op zijn beide zoons in bed en doodde zich daarna zelf met een kopschot. Een van de zoons overleefde het drama, maar bleef blind. In het jaar van zijn dood speelde hij nog op de Supersax-lp Dynamite het nummer Gloomy Sunday en trad nog op in september met Harry Pepl en het Fritz Pauer Trio in het Weense Jazzland. Frank Rosolino werd 52 jaar.

## Compilatie
- Bob Cooper, Bill Holman & Frank Rosolino – Kenton Presents Jazz (1954-55). Mosaic Records 1999 – 4 cd's met Charlie Mariano, Sam Noto, Claude Williamson, Curtis Counce, Stan Levey, Bill Holman arr, Pete Jolly, Max Bennett – Rest van de compilatie bij Bob Cooper & Bill Holman.

- Bibsys: 1015822
- Biblioteca Nacional de España: XX5009383
- Bibliothèque nationale de France: cb13899186t (data)
- CiNii: DA17978706
- Gemeinsame Normdatei: 123193702
- International Standard Name Identifier: 0000 0000 7248 7760
- Library of Congress Control Number: n92086264
- MusicBrainz: b7af18f7-1368-449f-85ce-57c686407714
- Nationale Bibliotheek van Israël: 987007334585305171
- Nederlandse Thesaurus van Auteursnamen: 100595189
- Réseau des bibliothèques de Suisse occidentale: 02-A008856721
- Istituto Centrale per il Catalogo Unico: LO1V270434
- SNAC: w61v7jm3
- Système universitaire de documentation: 05044445X
- Virtual International Authority File: 74038795
- WorldCat: E39PBJxRyhq8tdc3vBpCVQcQMP